# RPD (arme)
Pour les articles homonymes, voir RPD.

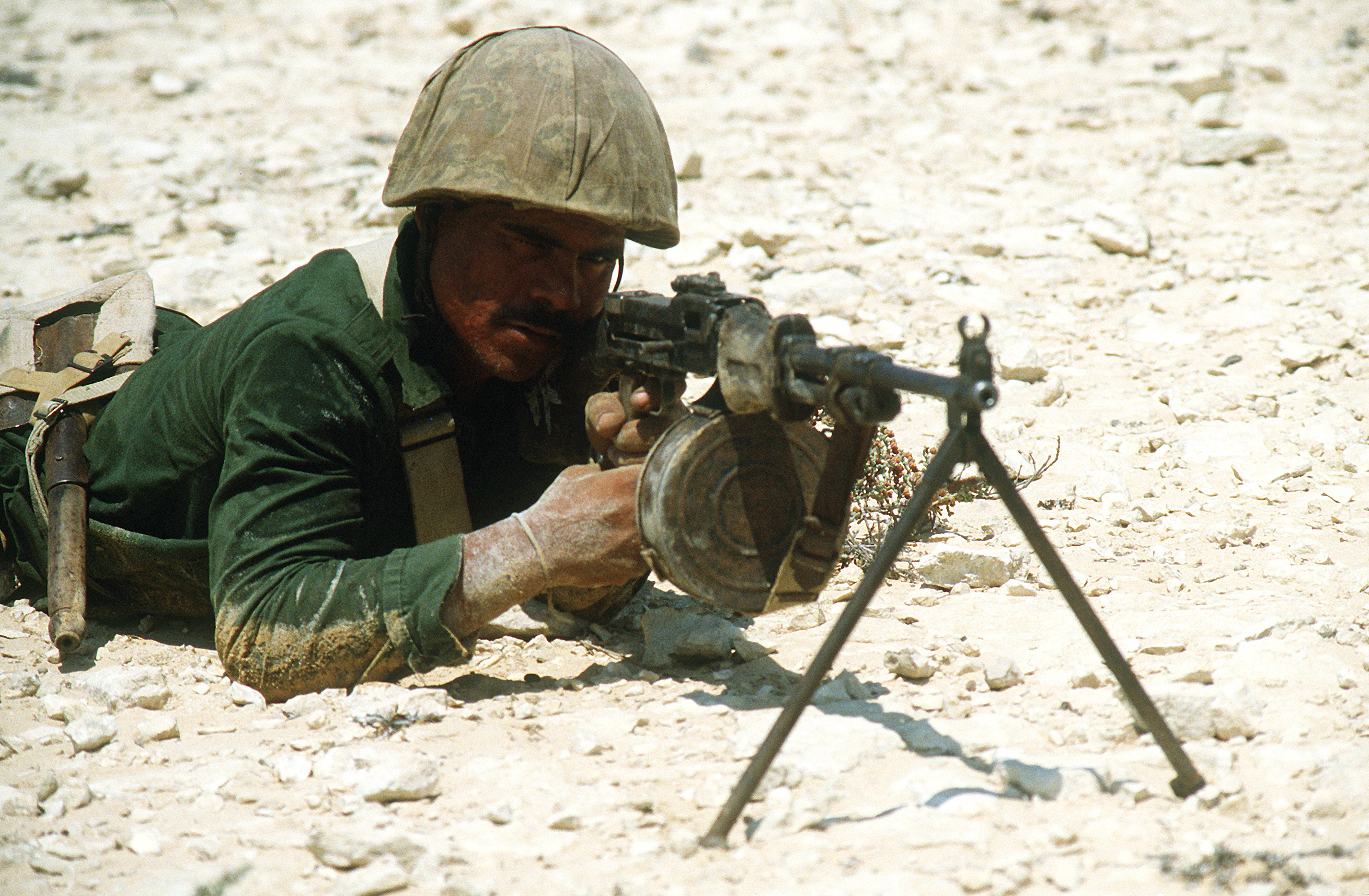
Fusilier marin égyptien tirant à la mitrailleuse Suez (version locale du RPD).

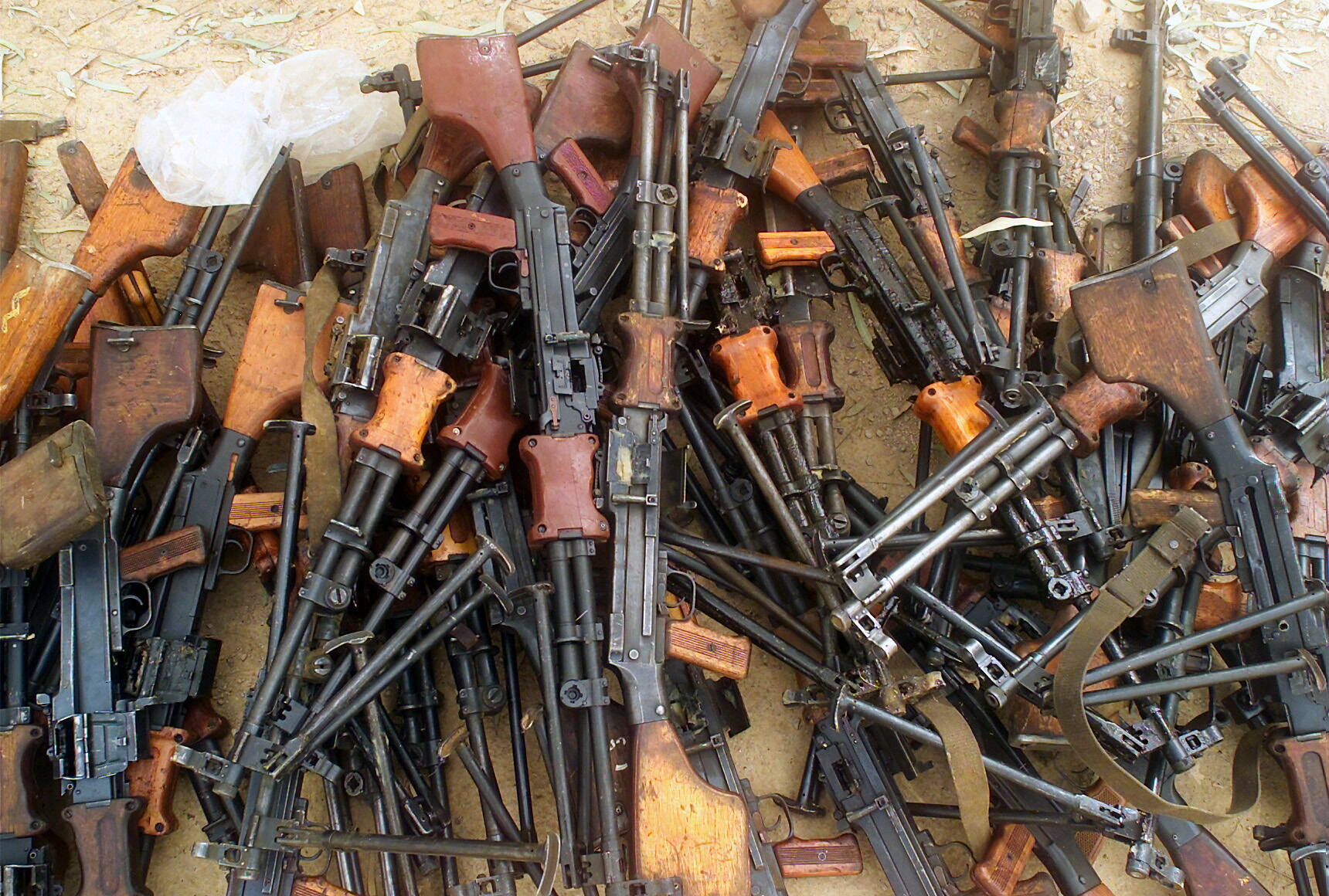
Amas de RPD soviétiques saisies lors de la Guerre d'Irak.

La RPD (En russe: ручной пулемёт Дегтярёва Routchnoï Poulemiot Diegtiariova, soit en français : mitrailleuse à main Degtiarev) est une mitrailleuse légère, dernière de la famille issue du Degtiarev DP 28 (apparue pour la première fois en 1926).

## Présentation
Elle utilise la même munition que l'AK-47 : la 7,62 × 39 mm M43. Elle fonctionne par emprunt de gaz (piston et cylindre des gaz placés sous le canon) et est alimentée par bandes insécables, qui peuvent être contenues dans un chargeur tambour. La crosse, la poignée pistolet et le garde-main sont en bois. Mais le canon fixe de l'arme provoque une surchauffe rapide du canon.

## Variantes
Cinq versions du RPD ont été produites en URSS mais aussi en Chine populaire, en Corée du Nord, en Égypte et en Pologne.
- En URSS
  - RPD : version originelle.
  - RPDM : version modernisée par des nouveaux leviers d'armement, piston des gaz et clapets antipoussières.
- En RPC
  - Mitrailleuse Type 56 : variante du RPD produite par les arsenaux chinois.
  - Mitrailleuse Type 56-1 : variante du RPD produite par les mêmes usines.
- En RPDC 
  - Mitrailleuse Type 62: variante du RPD produite par les arsenaux nord-coréens.
- En RAU 
  - Mitrailleuse Suez : fabrication sous licence du RPDM par les Arsenaux égyptiens.

## Utilisateur anciens ou actuels

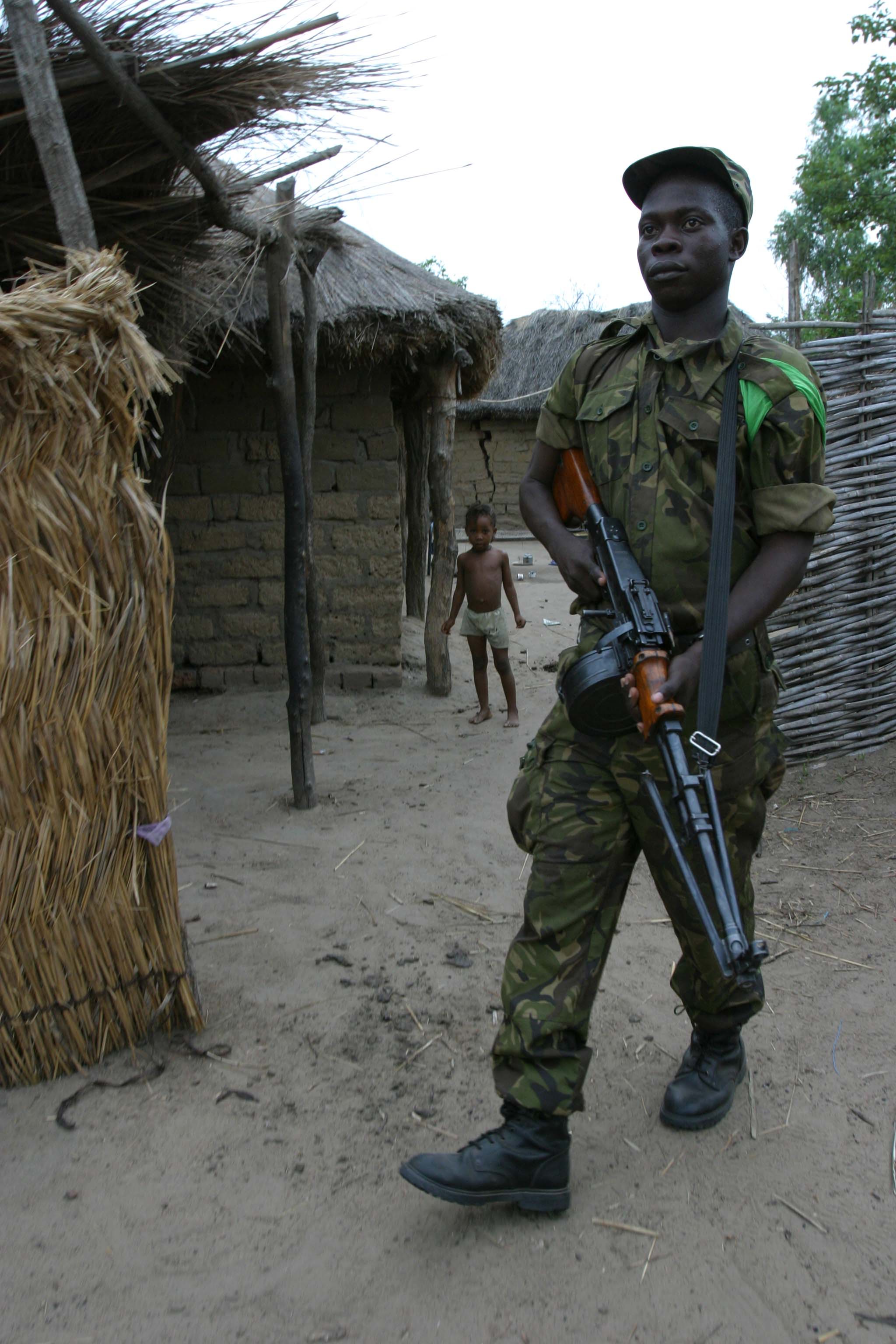
Soldat centrafricain armé d'une mitrailleuse RPD patrouillant dans les rues de Birao.

- Albanie : Usage du RPD puis de la Mitrailleuse type 56
- Algérie
- Allemagne de l'Est
- Angola
- Bangladesh Usage  de la Mitrailleuse type 56.
- Bénin
- Bulgarie
- Burundi
- Cambodge : emploi du Type 56 par les Khmers rouges pendant la guerre civile cambodgienne (1967-1975). Réutilisés  par les factions de tous les bords lors de la guerre civile cambodgienne (1978-1999)
- Cap-Vert
- République centrafricaine : emploi durant  les 3 phases de la guerre civile centrafricaine (Armée et  factions de tous les bords)
- Chine - Copie dite Type 56 : emploi lors des guerres sino-indiennes et Conflit frontalier sino-soviétique de 1969
- Comores
- République du Congo - Utilisé lors de la guerre civile du Congo-Brazzaville
- Corée du Nord
- Djibouti
- Égypte
- Éthiopie
- Finlande
- Guinée équatoriale
- Irak
- Laos - Copie dite Type 56 employée lors du Conflit frontalier entre le Laos et la Thaïlande
- Liban : emploi lors de la guerre du Liban (factions de tous les bords)
- Maroc
- Mongolie
- Nicaragua
- Nigeria
- Nord Viêt Nam : emploi par l'Armée nord-vietnamienne pendant la  guerre du Viêt Nam
- Palestine (diverses milices)
- Rhodésie du Sud
- Russie : mis en stock ou revendus par les trafiquants d'armes
- Pologne
- Sri Lanka
- Turquie
- Union soviétique : emploi par l'Armée rouge pour mâter l'insurrection de Budapest. Remplacé ensuite par le RPK
- Vietnam : emploi par l'Armée populaire vietnamienne pendant la guerre sino-vietnamienne

Ainsi le RPD (et ses clones) ont connu de nombreux conflits armés depuis la Crise de Suez jusqu'à la guerre contre le terrorisme (armant à la fois les alliés et les ennemis des États-Unis) en passant par la guerre du Mali, les conflits israélo-arabes. La piraterie autour de la Corne de l'Afrique et dans le Golfe de Guinée a vu via le trafic d'armes l'emploi du RPD.

## Dans la culture populaire
La RPD est reconnaissable dans des films de guerre tels Né un 4 juillet, En territoire ennemi ou Les Larmes du Soleil mais aussi dans les longs métrages post-apocalyptiques que sont Avalon et Mad Max: Fury Road.
Des soldats géorgiens et russes l'utilisent dans un épisode de la Série télévisée Ultimate Force.
Enfin, ce FM apparaît dans plusieurs jeux vidéo dont Rainbow Six 3 : Raven Shield et son extension Athena Sword, Call of Duty 4: Modern Warfare, Call of Duty: Modern Warfare 2, Call of Duty: Black Ops II en mode zombie, Call of Duty: Black Ops Cold War, Jagged Alliance: Crossfire, Rising Storm 2, Max Payne 3 ou encore Warface (sous le nom de RPD Custom) .